# Голубина фотозйомка

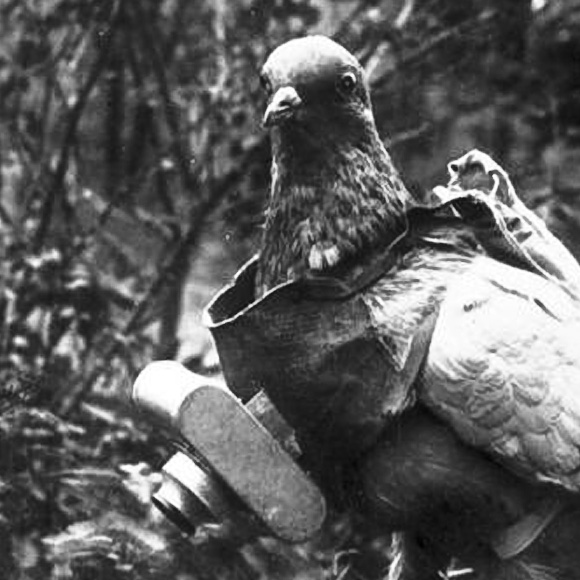
Знімок голуба із німецькою мініатюрною фотокамерою, виконаний, імовірно, під час Першої світової війни

Голубина фотозйомка — техніка аерофотознімання, яку 1907 року винайшов німецький аптекар Юліус Нойброннер. Він часто використовував поштових голубів для постачання медикаментів. Свійський голуб забезпечувався алюмінієвою нагрудною упряжжю, до якої кріпилася легенька мініатюрна фотокамера, що автоматично робила знімки через певні проміжки часу. Нойброннерів запит на патент у Німеччині спочатку відхилили, але в грудні 1908 року прийняли після того, як автор подав автентичні, офіційно завірені фотознімки, виконані з допомогою голубів. Він опублікував свій метод на Дрезденській міжнародній фотовиставці 1909 року й продав деякі з фотографій у форматі поштових листівок на Франкфуртській міжнародній авіаційній виставці та на Паризькому авіашоу в 1910 та 1911 роках.
Спершу військовий потенціал голубиної фотозйомки для аерофоторозвідки видавався привабливим. Випробування в бойових умовах під час Першої світової війни принесли підбадьорливі результати, але найбільше значення мала допоміжна технологія пересувних голубників для поштових голубів. Згодом, як наслідок швидкого вдосконалення військової авіації протягом війни, зацікавленість військовиків у використанні голубів для аерофоторозвідки спала, і Нойброннер припинив свої експерименти. Проте у 1930-х роках ідею відродив швейцарський годинникар Міхель, про що свідчать спогади німецьких та французьких військових. І хоча є відомості про широку експлуатацію військових голубів під час Другої світової війни, залишається невідомим, наскільки широко їх використовували для аерофоторозвідки (якщо взагалі використовували). Центральне розвідувальне управління (ЦРУ) США пізніше винайшло фотокамеру, що працює на батарейках, створену спеціально для голубиного фотошпигунства; подробиці її використання залишаються державною таємницею.
Конструювання достатньо малих та легких камер із механізмом таймера, так само як і догляд та тренування птахів для перенесення достатніх вантажів, становило значні труднощі. Такі ж проблеми виникали і внаслідок обмеженості контролю над позицією, орієнтацією та швидкістю голуба в той час, коли відбувалася фотозйомка. У 2004 році Британська телерадіомовна корпорація (Бі-Бі-Сі) застосувала мініатюрні телекамери, надіті на соколів та яструбів, щоб провадити пряму трансляцію з висоти пташиного польоту. А сьогодні деякі дослідники, фотографи-ентузіасти та митці в той же спосіб використовують кріттерками, або «живі камери», надягаючи їх на різних тварин.

## Витоки

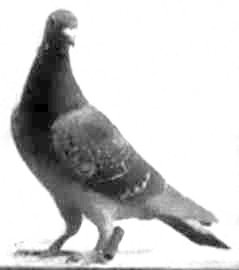
Чотирирічний свійський голуб, якого господар брав із собою на повітряну кулю 15 разів

Перші аерофотознімки виконав 1858 року фотограф-мандрівник Надар із повітряної кулі; у 1860-му Джеймс Воллес Блек зробив кілька аерофотознімків — теж із повітряної кулі, найстарших, які дійшли до нашого часу. Із вдосконаленням методів фотографії, в кінці XIX століття деякі ентузіасти стали прикріплювати камери до безпілотних літальних об'єктів. Зокрема, у 1880-х Артюр Батю експериментував із технікою фотографування за допомогою повітряного змія. Багато хто наслідував його приклад, і вже невдовзі здобули славу високоякісні аерознімки Бостона, які Вільям Абнер Едді зробив з використанням цього методу. Амедей Денісс встановив камеру з парашутом на ракету у 1888-му, а 1897 року аерознімки за допомогою ракети виконував і Альфред Нобель.
Свійських голубів широко використовували у ХІХ та на початку XX століття як цивільна пошта, так і військові служби. Під час франко-прусської війни 1870 року славнозвісна Паризька голубина пошта забезпечувала транспортування до 50 000 мікрофільмованих телеграм за один голубиний політ із Тура до обложеної столиці. Таким чином доставлено близько 150 000 індивідуальних телеграм та депеш державного значення. У експерименті 1889 року, проведеному Російським технічним товариством у Санкт-Петербурзі, один із командирів російського корпусу повітряних військ зробив декілька аерознімків із повітряної кулі й відправив отримані колодієві негативи на землю за допомогою голуба.

## Юліус Нойброннер

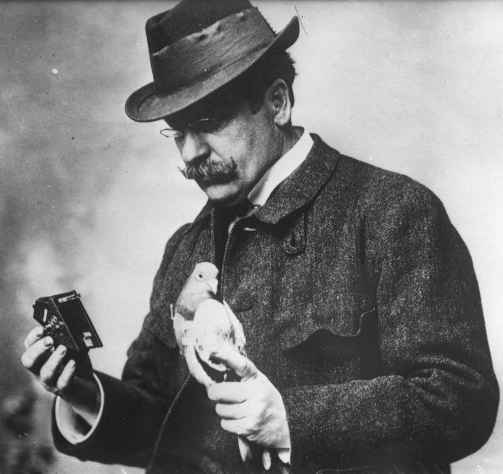
Юліус Нойброннер (1914)

У 1903 році Юліус Нойброннер, аптекар із німецького міста Кронберг біля Франкфурта, продовжив практику, започатковану його батьком півстоліття тому, й став отримувати голубиною поштою рецепти від санаторію, розміщеного неподалік у Фалькенштайні (через три роки тамтешня голубина пошта перестала діяти внаслідок закриття санаторію). Він доставляв необхідні медикаменти масою навіть до 75 грамів у той же спосіб і навіть виділив одного з власних голубів для свого оптовика у Франкфурті, щоб і самому відчути переваги швидкої доставки. Коли один із його голубів заблудився в тумані й за чотири тижні невідомо звідки повернувся додому, ще й добре вгодованим, у Нойброннера виникла цікава ідея — забезпечити голубів автоматизованими фотокамерами, щоб простежувати напрямок і відстань їхніх польотів. Реалізувавши цю ідею, він поєднав два свої хобі — захоплення поштовими голубами і аматорською фотографією (згодом Нойброннер дізнався, що його блудний голуб чотири тижні перебував під опікою шеф-кухаря ресторану у Вісбадені).
Успішно випробувавши камеру Ticka (мініатюрний пристрій, вмонтований у кишеньковому годиннику) під час їзди в потягу та на санях, Нойброннер почав розробляти легку мініатюрну фотокамеру, яку можна було б почепити на грудях голуба за допомогою спеціальної упряжі та алюмінієвого панцира. Голубів обережно готували до ваги їхнього майбутнього вантажу, використовуючи дерев'яні моделі фотокамер вагою від 30 до 75 грамів. Щоб виконати аерознімок, Нойброннер відвозив голуба до якогось місця, на відстані до 100 км від його домівки, а там надівав на голуба упряж із камерою й відпускав на волю. Птах, бажаючи швидше позбутися своєї ноші, зазвичай летів додому найкоротшим шляхом, на висоті від 50 до 100 метрів. Пневматична система в камері контролювала затримку часу перед виконанням фотознімка. Щоб полегшити обтяженим ношею голубам виконання задачі, голуб'ятник був обладнаний просторою гнучкою посадковою полицею і великим вхідним отвором.

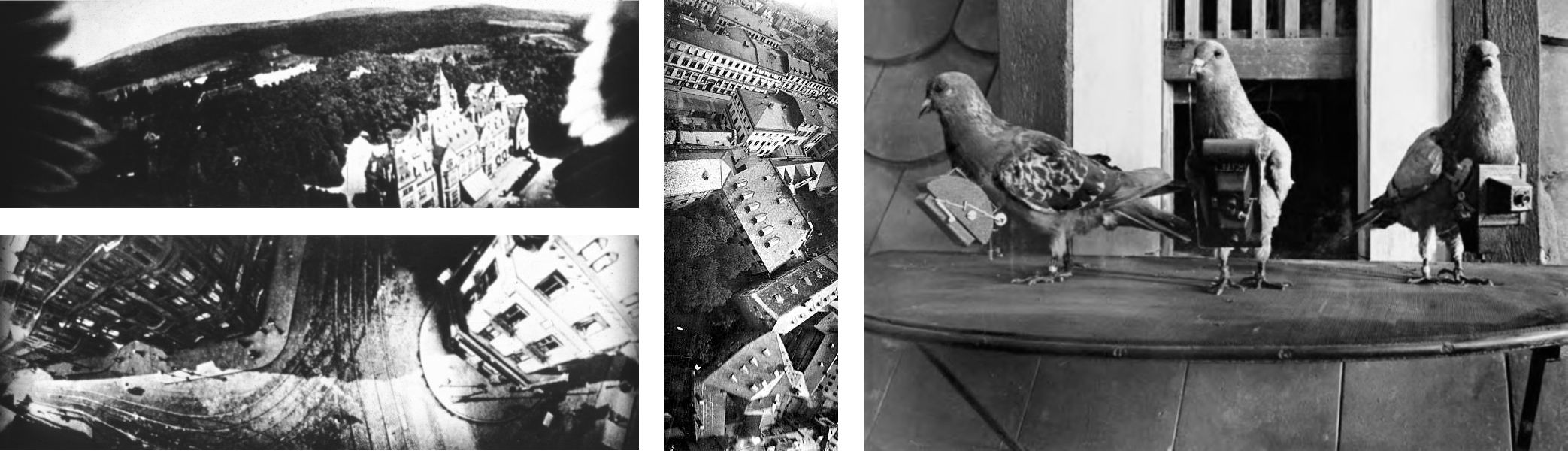
Зліва вгорі: Аерознімок готелю Schlosshotel Kronberg. Зліва внизу і в центрі: Франкфурт-на-Майні. Справа: Голуби з міні-камерами.

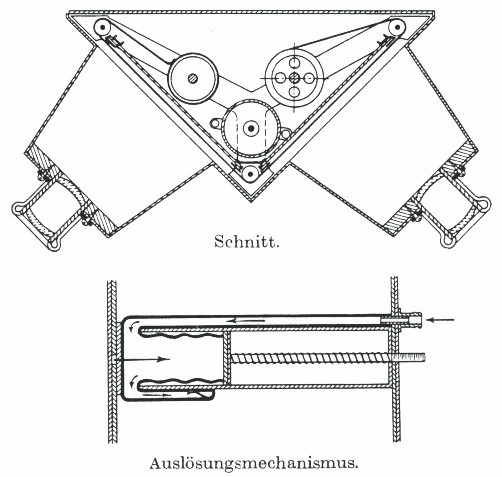
Вгорі: Вигляд запатентованої голубиної двооб'єктивної фотокамери у розрізі. Внизу: Пневматична система. Фотокамера активувалася накачуванням повітряної камери зліва. Разом із просочуванням повітря крізь щілину внизу поршень повертався на вихідну позицію (наліво) й урухомлював спусковий механізм.

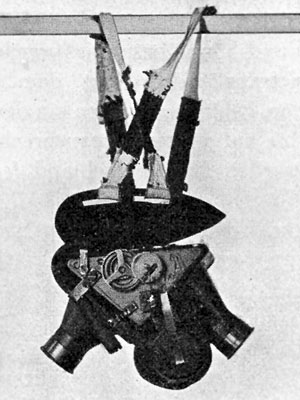
Запатентована фотокамера із упряжжю та панциром

Нойброннер, з його слів, створив дюжину різних моделей цієї камери. У 1907 році значні успіхи в цьому напрямку дали йому підстави подати заяву на патент — «Метод і засоби виконання фотознімків ландшафту з висоти пташиного лету» (нім. «Verfahren und Vorrichtung zum Photographieren von Geländeabschnitten aus der Vogelperspektive»). Спершу німецьке патентне відомство відхилило цю пропозицію, маючи хибне уявлення про здатність домашніх голубів піднімати вантажі, але у грудні 1908 року видало патент — після презентації документально завірених фотознімків. Технологія стала широко відома завдяки участі Нойброннера в Дрезденській міжнародній фотовиставці 1909 року та у Франкфуртській міжнародній авіаційній виставці 1909 року. У Дрездені глядачі мали змогу спостерігати прибуття голубів. Фотознімки, виконані пізніше птахами по дорозі з виставки додому, були використані для створення поштових листівок. Фотографіям Нойброннера присуджено нагороди як у Дрездені, так і на Паризькому авіашоу в 1910 та 1911 роках.
Фотознімок готелю Schlosshotel Kronberg (готель на той час мав назву Schloss Friedrichshof за іменем власниці, імператриці Вікторії, яку тоді називали Kaiserin Friedrich — «імператриця Фрідріх» — на честь її померлого чоловіка) став відомим завдяки випадковому включенню до композиції знімка кінчиків крил «фотографа». Знайшовши лазівку в законі про авторське право, цю фотографію використовували як частину щотижневої кінохроніки, яку демонстрували в німецьких кінозалах протягом 1929 року.
У брошурі, виданій 1909 року, Нойброннер описав п'ять моделей камер:
- Подвійна камера, описана в патенті, мала два об'єктиви, спрямовані в протилежні сторони (вперед/назад), кожен з яких мав фокусну відстань 40 мм. Знімки виконувалися завдяки єдиному фокальному затворові, причому камера могла зробити два одночасні фотознімки (на скляних пластинах) у момент, який визначався пневматичною системою фотоапарата.
- Стереоскопічна камера мала такі ж характеристики, за єдиним винятком — обидва об'єктиви спрямовувались в один бік.
- Одна з моделей була здатна пересувати плівку і робити декілька фотознімків по черзі.
- В одній з моделей об'єктив кріпився до міха. Ножичний механізм утримував міх розтягненим до миті, коли виконано знімок, а тоді негайно складав його. Завдяки цьому ставало можливим при фокусній відстані 85 мм зробити на фотопластині один знімок розміром 6 × 9 см.
- У панорамній камері замість методу використання затвора фокальної площини застосовано інший метод — повороту самого об'єктива на 180°.[8] Така модель стала основою для панорамної камери «Doppel-Sport», яку Нойброннер намагався вивести на ринок близько 1910 року. Вона експонувала панорамне зображення на плівку розміром 3 × 8 см. Однак вона так і не вийшла в серійне виробництво.[17]

У брошурі 1920 року Нойброннер описав останню свою модель як таку, що важить трішки більше ніж 40 грамів і здатна виконати 12 знімків.
У 2007 році один дослідник, застерігши, що технічна інформація про об'єктиви, затвори та швидкісні дані фотографічних пристроїв далеко не повна, ствердив, що Нойброннеру постачала плівку для його панорамної камери фірма «ADOX», світлочутливість фотоплівки для цієї камери становила ISO 25/15° — 40/17°, а витримка — 1/60 — 1/100 секунди. Плівка була обрізана до формату 30 × 60 мм і вигнута так, щоб уникнути зайвого викривлення внаслідок обертання об'єктива.
1920 року Нойброннер із розчаруванням виявив, що десять років важкої праці та значні витрати були винагороджені лише внесенням його імені до енциклопедій та приємним усвідомленням того, що допоміжна технологія пересувних голуб'ятників (описані нижче) довела свою корисність під час війни. Панорамну камеру Нойброннера нині виставлено в Німецькому технологічному музеї в Берліні, а також у Німецькому музеї в Мюнхені.

## Перша світова війна

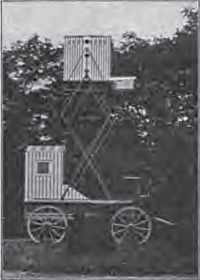
Пересувний голуб'ятник Нойброннера із фотолабораторією на виставках 1909 року

Мотивацією Нойброннерового винаходу стала, зокрема, перспектива його застосування для військових потреб. На той час повітряна розвідка була можлива, але вимагала значних затрат на потрібні для її виконання повітряні кулі, повітряні змії або ракети. Успішний політ братів Райт у 1903 році зарекомендував нові можливості, а перший розвідувальний літак був представлений під час Першої світової війни і вдосконалювався протягом усього періоду бойових дій. Але фотозйомка з використанням голубів, незважаючи на практичні труднощі її виконання, забезпечувала кращі, більш деталізовані фотознімки, які робилися зі значно меншої висоти.
Військове міністерство Пруссії хоч і зацікавилося методом Нойброннера, однак ставилося до цієї новинки з певним скептицизмом, який можна було подолати тільки серією успішних демонстрацій. Перевагою стало те, що голуби були порівняно байдужі до вибухів, а вадою — те, що під час воєнних дій голуб'ятник належало б переміщати, а голубам, відповідно, доводилося б певний час пристосовуватися до нового місця розташування. Близько 1880 року в італійській армії спробували дресирувати голубів, щоб ті привчалися до змін місця перебування голуб'ятника, але ця спроба випала не дуже вдало; капітан французької артилерії Рено розв'язав цю проблему — почав вирощувати голубів у пересувних голуб'ятниках. Немає певності, чи знав про це Нойброннер, але він був певен, що має бути якесь рішення, бо чув про чоловіка, що працював у мандрівному ярмарку, був любителем голубів і возив голуб'ятник на своєму житловому трейлері. На виставках 1909 року в Дрездені та Франкфурті Нойброннер представив невелику карету, в якій поєднувались фотолабораторія для проявлення фотоплівки та пересувний голуб'ятник у яскравих кольорах. За місяці важкої праці він привчив молоде покоління голубів повертатися до свого житла навіть після того, як його перемістили.
У 1912 році Нойброннер виконав поставлену в 1909 році задачу — одержав знімки системи водопостачання у Тегелі, використавши лише свій пересувний голуб'ятник. Майже десятирічні переговори з військовиками мали закінчитись у серпні 1914 року практичним випробуванням на маневрах у Страсбурзі й, відповідно, підписанням договору про придбання винаходу державою. Вибух війни перешкодив здійснити цей план. Нойброннеру довелося віддати всіх своїх голубів та обладнання в руки військовикам, які, своєю чергою, проводили випробування вже на полі бою — з задовільними результатами, але застосовували метод не дуже широко.
Натомість у нових умовах війни на виснаження настала епоха відродження традиційної для військових голубів голубиної пошти. Мобільний голуб'ятник Нойброннера знайшов своє застосування у Верденській битві, настільки корисне, що такі засоби були використані в ще навіть ширшому масштабі під час Битви на Соммі. Однак після війни військове міністерство на запит Нойброннера відповіло, що використання голубів для аерофотознімання не мало військової цінності і подальші експерименти в цьому напрямку невиправдані.
У вашингтонському Міжнародному музеї шпигунства є невелика кімната, присвячена поштовим голубам та голубиній фотозйомці часів Першої світової війни.

## Друга світова війна

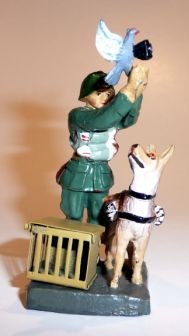
Німецький іграшковий солдатик, що тримає голуба з камерою

Міхель створив інструкцію по експлуатації, але так і не зміг знайти партнера по виробництву перед вибухом Другої світової.

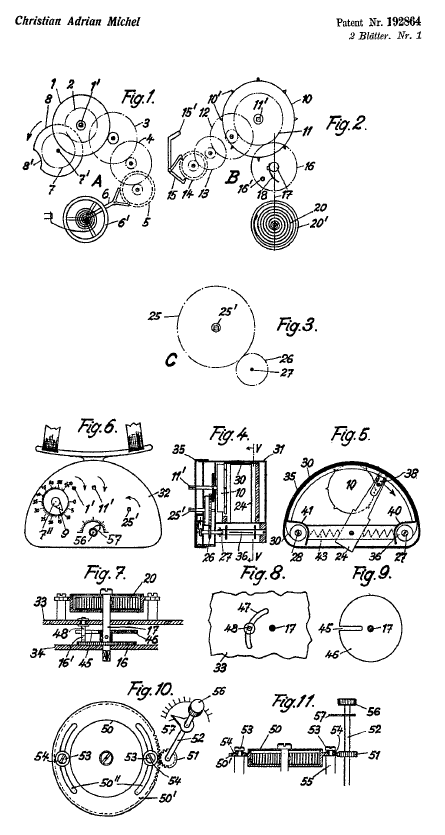
Малюнок зі швейцарського патенту

Попри післявоєнну позицію Військового міністерства, вже в 1932 році вийшло наяву, що в німецькій армії дресирують голубів для фотографування і що німецькі голубині фотокамери здатні робити до 200 знімків за політ. Того ж року французи оголосили, що вони розробили плівкові камери для голубів, так само як і спосіб випускати птахів на території ворога з допомогою спеціально натренованих собак.
Відомо, що військових голубів широко використовували під час Другої світової війни, але залишається нез'ясованим, яку частину цієї практики (якщо про таке взагалі може йти мова) становила аерофоторозвідка. Якщо вірити доповіді з 1942 року, червоноармійці наткнулася на покинуті німецькі вагончики, в яких були голубині фотокамери, здатні знімати з п'ятихвилинним інтервалом, а також дресировані собаки, привчені транспортувати голубів у спеціальних кошиках. 1943 року союзники СРСР повідомили, що керівництво американських військових частин зв'язку знає про можливість перейняти метод.
Цілком певно можна ствердити, що упродовж Другої світової війни техніка голубиної фотозйомки відобразилася на іграшках, призначених для німецьких дитсадків. Починаючи приблизно з 1935 року, до іграшок, які виготовлялися під брендом Elastolin (деякі з них віддзеркалюють історичні мотиви навіть до 1918 року), почали входити фігурки військових зв'язковиків із собаками для транспортування голубів. Фігурка зображала солдата в момент випускання голуба з фотокамерою перебільшеного розміру.
Завдяки дослідженням, які провів Швейцарський музей фотоапаратів у Веве (Musée suisse de l'appareil photographique), набагато більше відомо про голубині фотокамери, що їх у той час розробляв швейцарський годинникар Крістіан Адріан Міхель (1912—1980) у Вальде. Його відправили до швейцарської армії на службу голубиної пошти в 1931 році, а в 1933-му він розпочав достосовувати панорамну камеру Нойброннера для знімання на плівку формату 16 мм і вдосконалювати її за допомогою спеціального механізму для регулювання часу затримки перед першим знімком і для пересування плівки в проміжках часу між експозиціями. Камера Міхеля, запатентована 1937 року, важила лише 70 грамів і, можливо, стала першою, в якій застосовано годинниковий механізм для налаштування таймера.
План Міхеля продати свою камеру швейцарській армії провалився, бо не вдалося знайти виробника, який погодився б на серійне виробництво цієї моделі; було виготовлено лише близько сотні екземплярів його камери. Після вибуху Другої світової війни Міхель запатентував панцир та упряж для транспортування поштовим голубом предметів, як-от рулони плівки. Між 2002 та 2007 роками три з його камер були виставлені на продаж в аукціонному домі «Крісті» в Лондоні.
У Швейцарському музеї фотоапаратів зберігається близько 1000 фотознімків, зроблених з метою тестування під час розробки камери Міхеля. Більшість знімків виконано на орто-панхроматичній фотоплівці формату 16 мм й зі світлочутливістю ISO 8/10°. Виготовник — фірма «Agfa». Вихідний формат — 10 × 34 мм. Якість була достатньою для десятикратного збільшення. У каталозі виставки «Голуби — фотографи?» (Des pigeons photographes?) 2007 року вони класифіковані як: тестові знімки із землі або вікна; виконані людиною експозиції із землі або підвищених точок; аерознімки, виконані із аероплана; аерознімки із порівняно значної висоти, виконані імовірно голубами, випущеними з літака; і лише невелика кількість знімків, типових для голубиної фотозйомки.

## Після Другої світової війни
Центральне розвідувальне управління (ЦРУ) США розробило голубину камеру, яка працює на батарейках. Нині її виставлено у віртуальному турі на сайті музею ЦРУ. Згідно з інформацією на вебсайті, подробиці використання камери до цього часу залишаються нез'ясованими. У хроніці новин деяких ЗМІ висловлено припущення, що фотокамера використовувалась у 1970-х, що голубів для фотозйомки випускали з літаків і що це був провал. 1978 року у швейцарському журналі «L'Illustré» опублікували аерознімок вулиці Базеля, виконаний голубом Фебо де Фріз-Бауманна, екіпірованим камерою з гідравлічним механізмом. У 2002—2003 роках перформанс-художник та любитель голубів Амос Латтеєр експериментував з голубиною фотозйомкою, використовуючи «Advanced Photo System» (APS) та цифрові камери і перетворив отримані знімки у основний об'єкт лекційних виступів (перформансів) у Портленді, штат Орегон, під назвою «PowerPointillist». У фільмі-адаптації 2008 року «Спляча красуня» німецького режисера Аренда Аґте (нім. Arend Agthe), принц винаходить техніку голубиної фотозйомки і помічає Сплячу Красуню на одному зі знімків, які робить його голуб.
У 1980-х дуже невелику кількість високоякісних копій камери «Doppel-Sport» виготовив Рольф Оберлендер. 1999 року одну з них спромігся придбати Швейцарський музей фотоапаратів.
Сучасні технології дають змогу використовувати не лише фото-, а й відеокамери. Наприклад, у 2004 році телепередача каналу BBC під промовистою назвою англ. «Animal Camera» («Тваринна камера») Стіва Леонарда презентувала видовищні відеокліпи, зняті мініатюрними телекамерами, начепленими на орлів, соколів, яструбів. Ці міні-фільми передавались у мікрохвильовому діапазоні від птахів до розташованого неподалік приймача. Такі камери важать близько 28 грамів. Мініатюрні цифрові аудіоплеєри із вмонтованими відеокамерами також можна одягати на голубів. У 2009 році такий метод дослідження наробив шуму, коли в одній статті — експертному огляді — обговорювалися ті знання, які здобувалися завдяки мініатюрним камерам, начепленим на альбатросів. Фотокамери розміру губної помади робили знімки кожних 30 секунд. Камери можна також надівати й на інших тварин, таких як кішки та собаки.

## Додаткова література
Пов'язана із Нойброннером
- Brons, Franziska (2006), Bilder im Fluge: Julius Neubronners Brieftaubenfotografie, Fotogeschichte, 26 (100): 17—36.(нім.)
- Gradenwitz, Alfred (1908), Les pigeons photographes, L'illustration (3429): 322ff.(фр.)
- Neubronner, Julius (1909), Die Brieftaubenphotographie und ihre Bedeutung für die Kriegskunst, als Doppelsport, für die Wissenschaft und im Dienste der Presse. Nebst einem Anhang: 'Die Kritik des Auslandes', Dresden: Wilhelm Baensch.(нім.)
- Neubronner, Julius (1910), Die Photographie mit Brieftauben, у Wachsmuth, Richard (ред.), Denkschrift der Ersten Internationalen Luftschiffahrts-Ausstellung (Ila) zu Frankfurt a.M. 1909, Berlin: Julius Springer, с. 77—96, OCLC 44169647.(нім.)
- Oelze, Friedrich Wilhelm (1910), Brieftaubensport und Brieftaubenphotographie, Miniatur-Bibliothek für Sport und Spiel, т. 30—31, Leipzig, Berlin, Frankfurt a. M., Paris: Grethlein, OCLC 251937979.(нім.)
- Wittenburg, Jan-Peter (2007), Photographie aus der Vogelschau: zur Geschichte der Brieftaubenkamera, Photo deal, 4 (59): 16—22.(нім.)

Пов'язана із Міхелем
- Äschlimann, Heinz (2008), Die Entstehung des Bildes mit einer Brieftauben-Panoramakamera, Photographica Cabinett (45): 43f.(нім.)
- Berger, Olivier (May 2008), Rapport concernant le traitement de conservation-restauration d'une série de petits appareils photographiques pour pigeons (PDF), Basel: Art Metal Conservation GmbH, с. 4, архів оригіналу (PDF) за 11 січня 2011, процитовано 31 жовтня 2013.(фр.)
- Häfliger, Rolf (2008), Eine Brieftaubenkamera aus der Schweiz?, Photographica Cabinett (45): 34—43.(нім.)
- Des pigeons photographes ? (PDF), Vevey: Musée suisse de l'appareil photographique, 2007, OCLC 428248338, архів оригіналу (PDF) за 6 липня 2011, процитовано 29 жовтня 2013.(фр.)